# WWE Extreme Rules (2017)
WWE Extreme Rules 2017 war eine Wrestling-Veranstaltung der WWE, die als Pay-per-View und auf dem WWE Network ausgestrahlt wurde. Sie fand am 4. Juni 2017 in der Royal Farms Arena in Baltimore, Maryland, Vereinigte Staaten statt. Es war die neunte Austragung von Extreme Rules seit 2009. Die Veranstaltung fand zum ersten Mal in der Royal Farms Arena sowie zum zweiten Mal nach 2010 in Maryland und in Baltimore statt.

## Hintergrund
Im Vorfeld der Veranstaltung wurden sieben Matches angesetzt, davon eines für die Pre-Show. Diese resultierten aus den Storylines, die in den Wochen vor Backlash bei Raw, einer der wöchentlichen Shows der WWE, gezeigt wurden. Hauptkampf der Veranstaltung war ein Fatal-5-Way-Match zwischen Bray Wyatt, Finn Bálor, Roman Reigns, Samoa Joe und Seth Rollins, das, dem Namen der Veranstaltung entsprechend, als Extreme-Rules-Match angesetzt wurde und dessen Sieger der neue Herausforderer auf die WWE Universal Championship von Titelträger Brock Lesnar bei Great Balls of Fire am 9. Juli 2017 ist.

## Ergebnisse
| Matchart                                                       |                          |      |                                                     | Zeit  |
| -------------------------------------------------------------- | ------------------------ | ---- | --------------------------------------------------- | ----- |
| Singles-Match (Pre-Show-Match)                                 | Kalisto                  | bes. | Apollo Crews                                        | 09:36 |
| Singles-Match um die WWE Intercontinental Championship         | The Miz                  | bes. | Dean Ambrose (C)                                    | 21:03 |
| Mixed-Tag-Team-Match                                           | Rich Swann & Sasha Banks | bes. | Noam Dar & Alicia Fox                               | 06:13 |
| Kendostick-on-a-Pole-Match um die WWE Raw Women’s Championship | Alexa Bliss (C)          | bes. | Bayley                                              | 06:10 |
| Tag-Team-Steel-Cage-Match um die WWE Raw Tag Team Championship | Cesaro & Sheamus         | bes. | The Hardy Boyz (Jeff Hardy & Matt Hardy) (C)        | 14:58 |
| Submission-Match um die WWE Cruiserweight Championship         | Neville (C)              | bes. | Austin Aries                                        | 17:24 |
| Fatal-Five-Way-Match                                           | Samoa Joe                | bes. | Bray Wyatt, Finn Bálor, Roman Reigns & Seth Rollins | 29:13 |